# Resolución 1387 del Consejo de Seguridad de las Naciones Unidas
La resolución 1387 del Consejo de Seguridad de las Naciones Unidas, aprobada por unanimidad el 15 de enero de 2002, tras recordar resoluciones anteriores sobre Croacia, incluidas las resoluciones 779 (1992), 981 (1995), 1088 (1996), 1147 (1998), 1183 (1998), 1222 (1999), 1252 (1999), 1285 (2000), 1307 (2000), 1357 (2001) y 1362 (2001), autorizó a la Misión de Observadores de las Naciones Unidas en Prevlaka (MONUP) a seguir supervisando la desmilitarización en la zona de la península de Prevlaka en Croacia durante seis meses hasta el 15 de julio de 2002. Fue la primera resolución del Consejo de Seguridad adoptada en 2002.
El Consejo de Seguridad acogió con satisfacción la situación tranquila y estable en la península de Prevlaka y se sintió alentado al saber que tanto Croacia como la República Federativa de Yugoslavia habían acordado establecer una Comisión de Fronteras. Señaló que la presencia de la MONUP contribuyó en gran medida a mantener condiciones propicias para la solución de la controversia.
La resolución acogió con satisfacción el hecho de que Croacia y la República Federativa de Yugoslavia (Serbia y Montenegro) estuvieran avanzando en la normalización de sus relaciones. Instó a ambas partes a que cesaran las violaciones del régimen de desmilitarización, cooperaran con los observadores de las Naciones Unidas y garantizaran plena libertad de movimiento a los observadores. Se pidió a ambos países que apliquen las medidas de fomento de la confianza de la Resolución 1252 y que informen sobre el progreso de sus negociaciones bilaterales al menos dos veces al mes. Por último, la Fuerza de Estabilización, autorizada en la Resolución 1088 y ampliada por la Resolución 1357, debía cooperar con la MONUP.
Croacia había pedido que se suspendiera la misión para dar más tiempo a ambos países para resolver sus diferencias, mientras que Montenegro estaba a favor de un mandato más largo.